# UAE Team ADQ/2022
Deze pagina geeft een overzicht van de vrouwenwielerploeg UAE Team ADQ in 2022.

## Algemeen
Teammanager: Rubens Bertogliati
Ploegleiders: Fortunato Lacquaniti, Giuseppe Lanzoni, Gorazd Penko, Manuele Mori, Michele Devoti
Fietsmerk:

## Renners

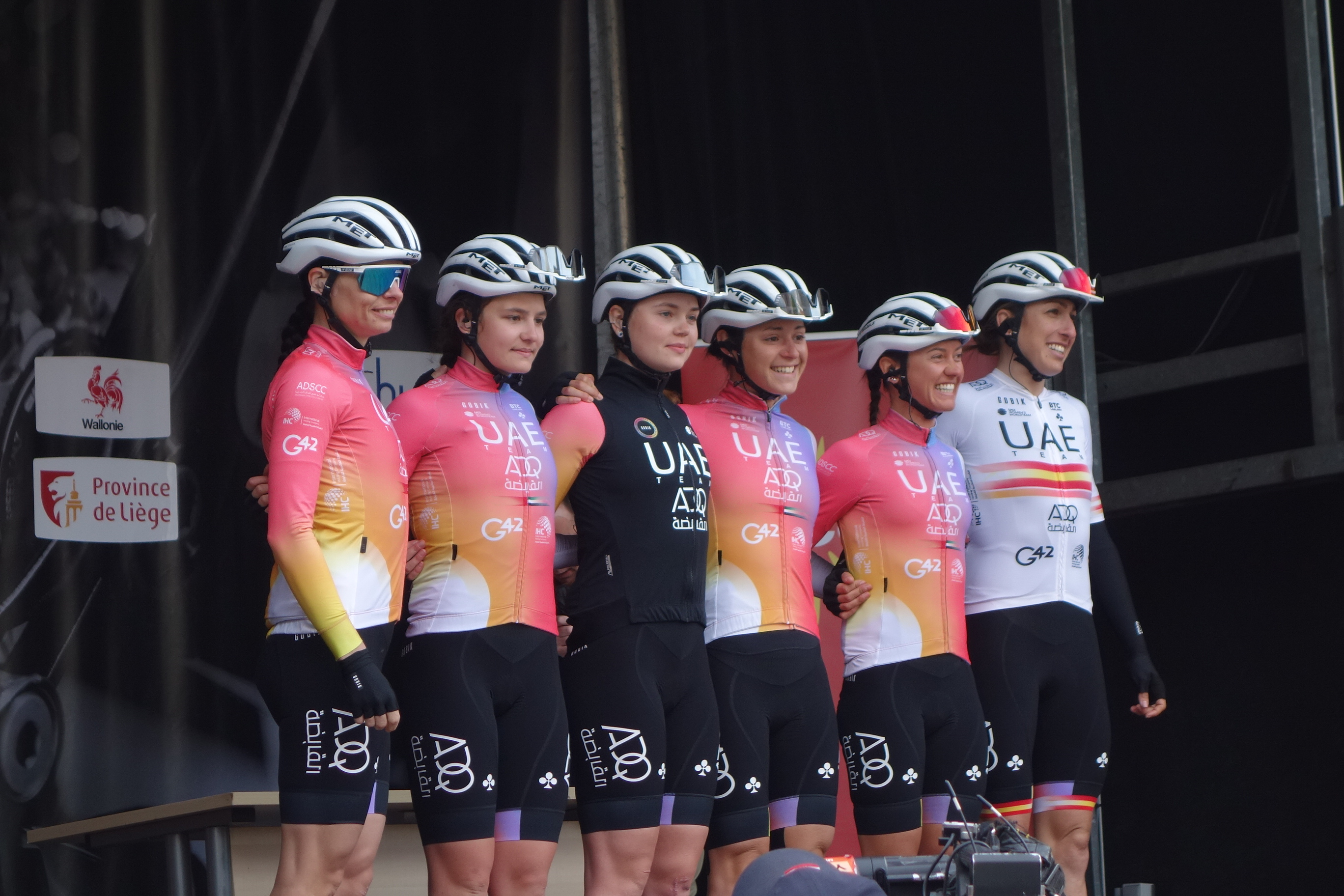
De ploeg in de Waalse Pijl 2022.

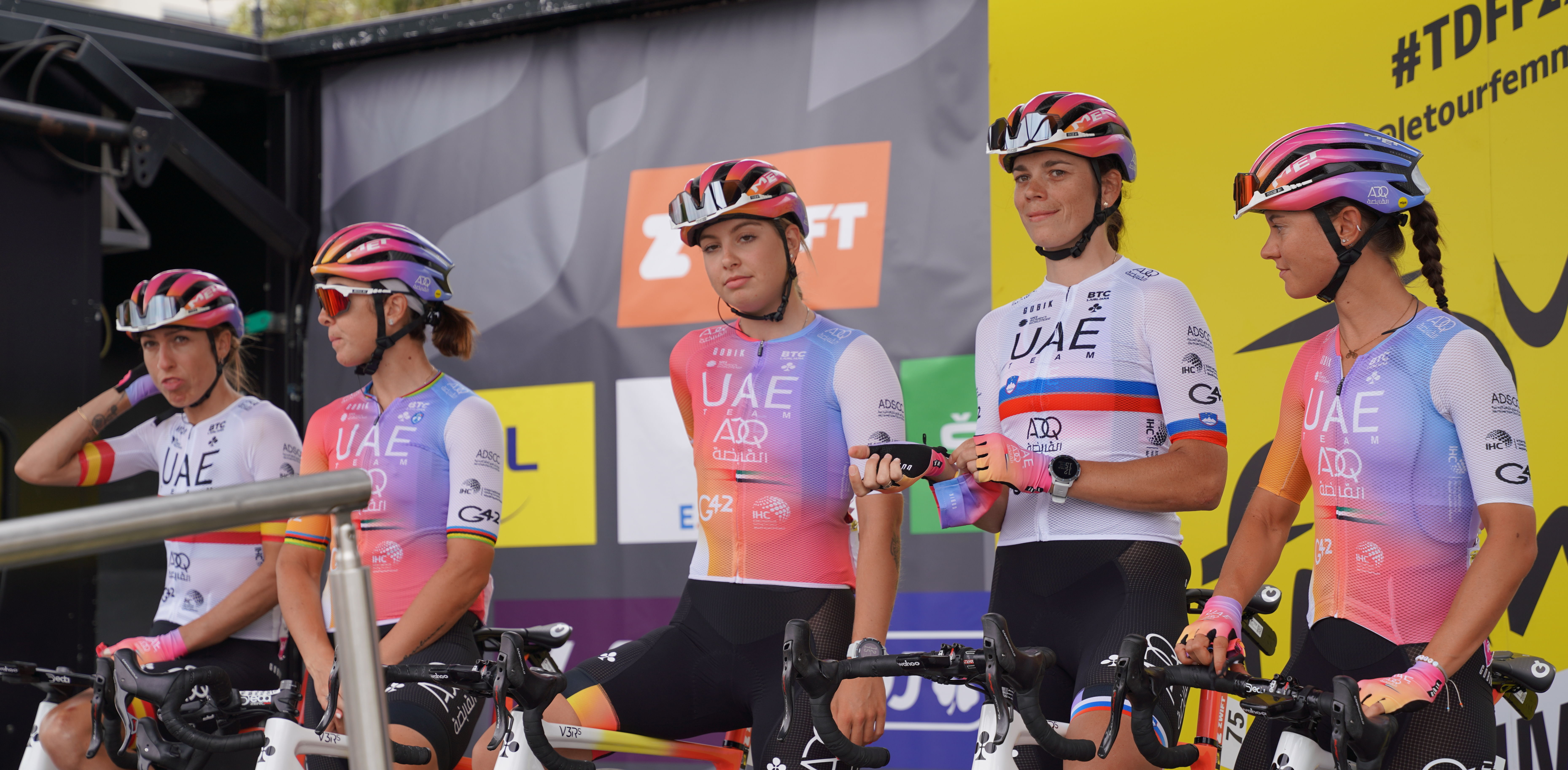
De ploeg in de Tour de France Femmes.

| Naam               | Geboortedatum | Nationaliteit                | Ploeg 2021        |
| ------------------ | ------------- | ---------------------------- | ----------------- |
| Safia al Sayegh    | 23-09-2001    | Verenigde Arabische Emiraten | -                 |
| Marta Bastianelli  | 30-04-1987    | Italië                       | Alé BTC Ljubljana |
| Sofia Bertizzolo   | 21-08-1997    | Italië                       | Liv Racing        |
| Maaike Boogaard    | 24-08-1998    | Nederland                    | Alé BTC Ljubljana |
| Eugenia Bujak      | 25-06-1989    | Slovenië                     | Alé BTC Ljubljana |
| Mavi García        | 02-01-1984    | Spanje                       | Alé BTC Ljubljana |
| Alena Ivanchenko   | 16-11-2003    | Rusland                      | -                 |
| Erica Magnaldi     | 24-08-1992    | Italië                       | Ceratizit-WNT     |
| Maria Novolodskaja | 28-07-1999    | Rusland                      | A.R. Monex        |
| Alessia Patuelli   | 22-12-2002    | Italië                       | Alé BTC Ljubljana |
| Urša Pintar        | 03-10-1985    | Slovenië                     | Alé BTC Ljubljana |
| Laura Tomasi       | 01-01-1999    | Italië                       | Alé BTC Ljubljana |
| Anna Trevisi       | 08-05-1992    | Italië                       | Alé BTC Ljubljana |
| Sophie Wright      | 15-03-1999    | Verenigd Koninkrijk          | Alé BTC Ljubljana |
| Linda Zanetti      | 10-03-2002    | Zwitserland                  | -                 |

### Vertrokken
| Naam                 | Geboortedatum | Nationaliteit | Ploeg 2022              |
| -------------------- | ------------- | ------------- | ----------------------- |
| Tatiana Guderzo      | 22-08-1984    | Italië        | Top Girls Fassa Bortolo |
| Marlen Reusser       | 20-09-1991    | Zwitserland   | Team SD Worx            |
| Anastasia Tsjoersina | 07-04-1995    | Rusland       | ?                       |

## Overwinningen
| Nationale kampioenschappen wielrennen Slovenië - wegwedstrijd: Eugenia Bujak Spanje - tijdrit: Mavi García Spanje - wegwedstrijd: Mavi García Verenigde Arabische Emiraten - tijdrit: Safia al-Sayegh Verenigde Arabische Emiraten - wegwedstrijd: Safia al-Sayegh Vuelta CV Feminas Marta Bastianelli Setmana Ciclista Valenciana 4e etappe: Marta Bastianelli Omloop van het Hageland Marta Bastianelli Omloop van Borsele Maaike Boogaard Festival Elsy Jacobs 1e etappe: Marta Bastianelli Eindklassement: Marta Bastianelli Puntenklassement: Marta Bastianelli ploegenklassement: *1) | Ruta del Sol Bergklassement: Mavi García Ronde van Bretagne 1e etappe: Marta Bastianelli 2e etappe: Marta Bastianelli 3e etappe (tijdrit): Aljona Ivantsjenko Puntenklassement: Marta Bastianelli Ronde van Burgos 3e etappe: Mavi García Bretagne Classic Mavi García Ronde van de Semois Ploegenklassement: *2) |

*1) Ploeg Festival Elsy Jacobs: Bastianelli, Bertizzolo, Boogaard, Bujak, Novolodskaja, Trevisi
*2) Ploeg Ronde van de Semois: Boogaard, Ivantsjenko, Patuelli, Tomasi, Wright, Zanetti
2011 · 2012 · 2013 · 2014 · 2015 · 2016 · 2017 · 2018 · 2019 · 2020 · 2021 · 2022 · 2023 · 2024 · 2025
BikeExchange Jayco · Canyon-SRAM · DSM · EF Education-TIBCO-SVB · FDJ Nouvelle-Aquitaine Futuroscope · Human Powered Health · Jumbo-Visma · Liv Racing Xstra  · Movistar · Roland Cogeas Edelweiss Squad · SD Worx · Trek-Segafredo · UAE Team ADQ · Uno-X